# Гелена (Оклахома)
Гелена (англ. Helena) — місто (англ. town) в США, в окрузі Алфалфа штату Оклахома. Населення — 1537 осіб (2020).

## Географія
Гелена розташована за координатами 36°32′48″ пн. ш. 98°16′17″ зх. д. / 36.54667° пн. ш. 98.27139° зх. д. (36.546586, -98.271511).  За даними Бюро перепису населення США в 2010 році місто мало площу 0,95 км², уся площа — суходіл.

### Клімат
| Клімат : Гелена       | Клімат : Гелена | Клімат : Гелена | Клімат : Гелена | Клімат : Гелена | Клімат : Гелена | Клімат : Гелена | Клімат : Гелена | Клімат : Гелена | Клімат : Гелена | Клімат : Гелена | Клімат : Гелена | Клімат : Гелена | Клімат : Гелена |
| Показник              | Січ.            | Лют.            | Бер.            | Квіт.           | Трав.           | Черв.           | Лип.            | Серп.           | Вер.            | Жовт.           | Лист.           | Груд.           | Рік             |
| Середній максимум, °C | 6,4             | 9,3             | 14,9            | 21,1            | 26,1            | 31,6            | 34,9            | 34,0            | 28,8            | 22,8            | 14,4            | 8,0             | 21,1            |
| Середній мінімум, °C  | −6,7            | −4,2            | 0,9             | 6,7             | 12,2            | 17,7            | 20,5            | 19,6            | 15,1            | 8,1             | 1,2             | −4,6            | 7,3             |
| Норма опадів, мм      | 20              | 30              | 61              | 64              | 102             | 97              | 66              | 71              | 81              | 53              | 46              | 25              | 714             |
| --------------------- | --------------- | --------------- | --------------- | --------------- | --------------- | --------------- | --------------- | --------------- | --------------- | --------------- | --------------- | --------------- | --------------- |
| Джерело: weather.com  |                 |                 |                 |                 |                 |                 |                 |                 |                 |                 |                 |                 |                 |

## Демографія
Згідно з переписом 2010 року, у місті мешкали 1403 особи в 167 домогосподарствах у складі 115 родин. Густота населення становила 1470 осіб/км².  Було 213 помешкання (223/км²).
Расовий склад населення:
| - 73,3 % — білих - 15,0 % — чорних або афроамериканців - 6,3 % — корінних американців - 0,4 % — азіатів - 2,0 % — осіб інших рас |

До двох чи більше рас належало 2,9 %. Частка іспаномовних становила 7,5 % від усіх жителів.
За віковим діапазоном населення розподілялося таким чином: 7,3 % — особи молодші 18 років, 83,2 % — особи у віці 18—64 років, 9,5 % — особи у віці 65 років та старші. Медіана віку мешканця становила 44,7 року. На 100 осіб жіночої статі у місті припадало 587,7 чоловіків;  на 100 жінок у віці від 18 років та старших — 744,8 чоловіків також старших 18 років.
Середній дохід на одне домашнє господарство  становив 60 572 долари США (медіана — 52 500), а середній дохід на одну сім'ю — 71 224 долари (медіана — 63 333). Медіана доходів становила 27 778 доларів для чоловіків та 29 375 доларів для жінок. За межею бідності перебувало 12,0 % осіб, у тому числі 12,9 % дітей у віці до 18 років та 4,1 % осіб у віці 65 років та старших.
Цивільне працевлаштоване населення становило 244 особи. Основні галузі зайнятості: освіта, охорона здоров'я та соціальна допомога — 21,7 %, сільське господарство, лісництво, риболовля — 19,3 %, транспорт — 12,7 %, будівництво — 11,5 %.